# Casa Claramunt
La Casa Claramunt és un edifici modernista al municipi de Vilafranca del Penedès protegit com a bé cultural d'interès local. La Casa Claramunt és al nucli històric i monumental de Vilafranca, on contribueix a la introducció de la poètica modernista. Edifici entre mitgeres, d'una crugia, format per planta baixa, entresòl, dos pisos, golfes i terrat. La composició de la façana és simètrica, llevat de la planta baixa que presenta dues portes de diferent amplària.
El projecte, data del 7 de març de 1905 i fou aprovat el 16 de març del mateix any per l'Ajuntament, que el conserva al seu arxiu. La construcció de l'edifici fou encarregada a l'arquitecte Santiago Güell i Grau per Maria Claramunt i Feliu. La construcció s'inscriu dins del llenguatge modernista malgrat la simplicitat de les seves formes, fonamentalment pel motllurat que envolta les seves obertures i pel disseny de la cornisa que corona l'edifici. L'obra presenta relacions formals amb altres realitzades pel mateix arquitecte a Vilafranca, en especial amb la Casa Ramona Quer (1906) del carrer dels Consellers núm. 6.